# Europese weg 40

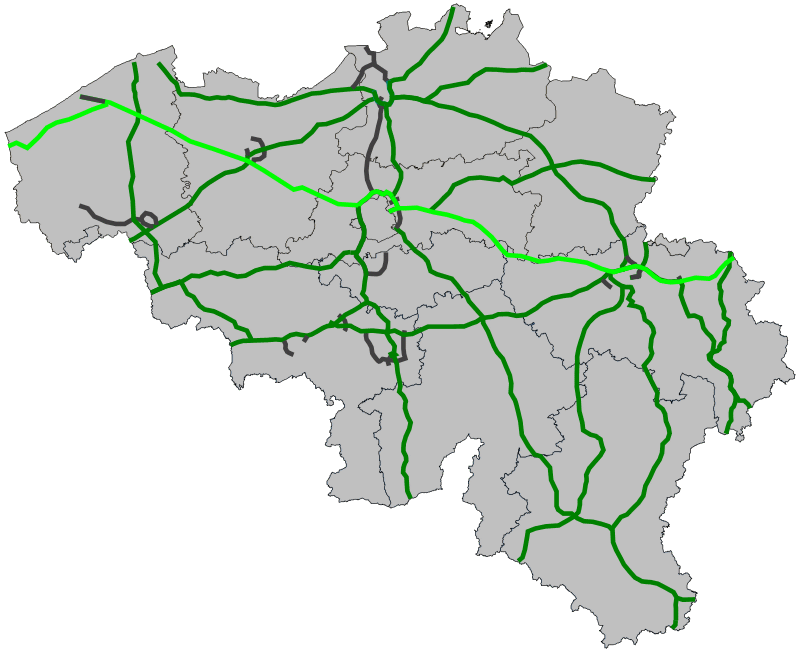
De E40 in België.

De Europese weg 40 of E40, tot 1986 E5, is een Europese weg van het type "referentieweg met west-oost oriëntatie" die loopt van Calais in Noord-Frankrijk tot Ridder in Kazachstan, niet ver van de grens met Mongolië en China. Met zijn totale lengte van  8778 km is hij de langste van de Europese wegen. Hij loopt door Frankrijk, België, Duitsland, Polen, Oekraïne, Rusland, Oezbekistan, Turkmenistan, Kirgizië en Kazachstan.
In Calais begint de E40 op de A16. Na de Belgische grens gaat deze over in de A18. Bij Jabbeke gaat de A18 over in de A10 (Oostende - Brussel). De E40 volgt de A10 tot de ring van Brussel, waar de E40 overgaat op de R0. Het laatste deel van het tracé in België volgt de E40 de A3 (Brussel - Luik - Aken).
In België is de E40 samen met de E19 de belangrijkste verkeersas van het land. Hij loopt dwars door Vlaanderen in oost-westrichting en verbindt de Belgische kust met Brussel en het binnenland. De weg heeft daardoor een belangrijke functie in dagelijks woon-werkverkeer en toeristisch verkeer van en naar de kust in de zomer. De snelweg en benaming E40 is dan ook algemeen bekend, en deze term wordt meer gebruikt dan de nationale benamingen A18, A10 en A3.
Het eerste deel van de E40 in Duitsland volgt de A44. Vanaf Kreuz Aachen volgt de E40 de A4 tot aan de Poolse grens. De A4 is onderbroken tussen Krombach en het Kirchheimer Dreieck. Er zijn geen concrete plannen om dit stuk weg alsnog aan te leggen. De E40 wordt vanaf Kreuz Olpe-Süd naar het Kirchheimer Dreieck via Gießen geleid, over de A45, B49, B429, A480, A5 en A7. Vanaf het Kirchheimer Dreieck volgt de E40 weer de A4.
In Polen is sinds december 2013 het hele traject van de E40 opgewaardeerd tot snelwegstandaard waardoor steden als Legnica, Wrocław, Opole, Gliwice, Katowice, Krakau en Rzeszów via een autosnelweg met elkaar verbonden zijn. De weg, in Polen de A4 genoemd, is een belangrijke verbinding. Andere Poolse snelwegen die aansluiten op de A4 of hem tekenkomen zijn (west naar oost): A18 (E36), S3 (E65), A8 (E67 en E261), A1, S1 (E75 en E462), S52 (E77), S7, S19 (E371). Deze snelweg stopt aan de grens met Oekraïne, waar hij overgaat in een soort expressweg die vaak dwars door de dorpen rijdt. Waar het kan, vooral bij grotere steden, neemt hij de ring. 

## Plaatsen langs de E40[1]
| Frankrijk - Calais - Duinkerke België - Oostende - Veurne - Nieuwpoort - Brugge - Aalter - Gent - Aalst - Affligem - Ternat - Brussel - Leuven - Tienen - Landen - Borgworm - Luik - Herve - Eupen Duitsland - Aken - Keulen - Gummersbach - Olpe - Siegen - Wetzlar - Gießen - Bad Hersfeld - Eisenach - Gotha - Erfurt |  | - Weimar - Jena - Gera - Chemnitz - Dresden - Bautzen - Görlitz Polen - Zgorzelec - Legnica - Wrocław - Opole - Gliwice - Katowice - Krakau - Tarnów - Rzeszów - Korczowa |  | Oekraïne - Lviv - Rivne - Zjytomyr - Kiev - Loebny - Poltava - Charkov - Slovjansk - Debaltseve - Loehansk Rusland - Kamensk-Sjachtinski - Wolgograd - Astrachan Kazachstan - Atyraū - Beyneū (Бейнеу) |  | Oezbekistan - Qoʻngʻirot - Nukus Turkmenistan - Daşoguz Oezbekistan - Buchara - Navoiy - Samarkand - Jizzax - Tasjkent Kazachstan - Shymkent - Taraz Kirgizië - Bisjkek Kazachstan - Almaty - Saryözek (Сарыөзек) - Taldyqorghan - Üsharal (Үшарал) - Taskesken (Таскескен) - Ayagöz (Аягөз) - Qalbatau (Қалбатау) - Öskemen - Ridder |

## Nationale wegnummers
De E40 loopt over de volgende nationale wegnummers:
| Nummer        | Tracé                                    |
| Frankrijk     | Frankrijk                                |
| ------------- | ---------------------------------------- |
|               | Calais - België                          |
| België        |                                          |
|               | Frankrijk - Jabbeke                      |
|               | Jabbeke - Brussel                        |
|               | Ringweg Brussel                          |
|               | Brussel - Duitsland                      |
| Duitsland     |                                          |
|               | België - Aken                            |
|               | Aken - Olpe                              |
|               | Olpe - Wetzlar                           |
|               | Wetzlar - Gießen                         |
|               | Ringweg Gießen                           |
|               | Gießen - Reiskirchen                     |
|               | Reiskirchen - Breitenbach am Herzberg    |
|               | Breitenbach am Herzberg - Kirchheim      |
|               | Kirchheim - Polen                        |
| Polen         |                                          |
| A4            | Duitsland - Wrocław - Rzeszów - Oekraïne |
| Oekraïne      |                                          |
| M10           | Polen - Lviv                             |
| M06           | Lviv - Kiev                              |
| M03           | Kiev - Debaltseve                        |
| M04           | Debaltseve - Rusland                     |
| Rusland       |                                          |
| A260          | Oekraïne - Wolgograd                     |
| P22           | Wolgograd - Astrachan                    |
| A340          | Astrachan - Kazachstan                   |
| Kazachstan    |                                          |
| A27A340       | Rusland - Dossor                         |
| R110          | Dossor- Kulsary                          |
| (ongenummerd) | Kulsary - Beyneu                         |
| P-1           | Beyneu - Oezbekistan                     |
| Oezbekistan   |                                          |
| (ongenummerd) | Kazachstan - Nukus                       |
| A381          | Nukus - Turkmenistan                     |
| Turkmenistan  |                                          |
| A381          | Oezbekistan - Daşoguz                    |
| (ongenummerd) | Daşoguz - Oezbekistan                    |
| Oezbekistan   |                                          |
| (ongenummerd) | Turkmenistan - Beruni                    |
| A380          | Beruni - Buchara                         |
| M37           | Buchara - Samarkand                      |
| M39           | Samarkand - Kazachstan                   |
| Kazachstan    |                                          |
| A2            | Oezbekistan - Merke                      |
| M39           | Merke - Kirgizië                         |
| Kirgizië      |                                          |
| M39           | Kazachstan - Kazachstan                  |
| Kazachstan    |                                          |
| M39           | Kirgizië - Korday                        |
| A2            | Korday - Almaty                          |
| A3            | Almaty - Öskemen                         |
| A9            | Öskemen - Ridder                         |

## Trivia
- Tot voor 1986 heette de E40 in België nog E5. E5-mode, een keten van kledingzaken, in eerste instantie langs deze snelweg opgericht, dankt nog steeds haar naam aan deze oude benaming. In 1986 werden verschillende snelwegen in België hernoemd, naar aanleiding van de in 1975 genomen besluiten in Genève.
- Dirk van den Houte volgde voor het televisieprogramma Man Bijt Hond de ganse E40.[2] Een jaar lang werden mensen geïnterviewd die in de buurt woonden. Dit gebeurde in vijf etappes, waarbij de leden van de filmploeg viermaal de auto achterlieten en terug naar België vlogen. In totaal legden ze 24.000 km af. De E40 lijkt vanaf Oekraïne niet altijd meer op een autosnelweg, maar op een steenweg waar mensen langs wonen, en scholen langs gevestigd zijn.
- De E40 was ook het onderwerp van de tweede aflevering van het Vlaamse televisieprogramma Neveneffecten, waarin een fictieve expeditie de "Bron van de E40" wilde vinden.